# 崔昌植 (政治家)
崔 昌植（チェ・チャンシク、朝鮮語: 최창식、1940年4月11日 - ）は、朝鮮民主主義人民共和国の政治家。保健相、朝中親善協会中央委員会委員長などを歴任した。

## 経歴
1940年に生まれた。出生地は不明。平壌医科大学で臨床薬理学を学び、1990年3月に政務院保健副部長に任命された。1992年に朝鮮赤十字会中央委員会副委員長、1998年に保健副相、2000年に朝鮮医学協会中央委員会委員長に任命された。2002年4月28日に金剛山で開催された第4回離散家族再会行事で北側離散家族団長を務めた。2005年8月15日に韓国・ソウルで開催された8.15民族大祝典に北側当局代表団の一員として参加。8月17日には北朝鮮当局者として初めて韓国国会議事堂を訪問し、金元基国会議長主催の昼食会に参加した。2006年6月15日に光州広域市で開催された6.15民族統一大祝典に参加した。同年10月に保健相に任命された。2007年10月に南北首脳会談を行う為訪朝した盧武鉉大統領が、金永南最高人民会議常任委員会委員長と会談した際に同席した。2008年9月には朝中親善協会代表団を率いて中国を訪問した。2009年3月に最高人民会議第12期代議員に選出され、4月9日に開催された最高人民会議第12期第1回会議で保健相に再任された。2010年5月には朝鮮障害者保護連盟中央委員会委員長に任命された。2013年4月1日に開催された最高人民会議で保健相を解任された。

## 参考サイト
- 북한정보포털

| 先代金秀学 | 保健相2006年 - 2013年 | 次代姜河国 |